# BD +20 307
BD +20 307 – gwiazda spektroskopowo podwójna znajdująca się w gwiazdozbiorze Barana, ok. 391 lat świetlnych od Słońca.

## Charakterystyka
Składa się z dwóch gwiazd o rozmiarach podobnych do Słońca, które okrążają wspólny środek masy układu w ciągu 3,42 dnia. Układ ten otoczony jest nietypową chmurą pyłową o temperaturze 100 kelwinów, najprawdopodobniej powstałą w wyniku kolizji dwóch dużych obiektów.
Początkowo sądzono, że jest to pojedyncza, bardzo młoda gwiazda, której wiek nie przekracza kilkuset milionów lat, na co wskazywałaby olbrzymia ilość materiału pyłowego krążącego wokół niej (ponad milion razy więcej niż ilość pyłu wokół Słońca).

## Zderzenie planet
Przeprowadzone w 2007 roku badania wykazały, że nie jest to samotna gwiazda, lecz para gwiazd. Ponadto okazało się, że są to gwiazdy liczące miliardy lat. Wokół tak starych gwiazd nie powinno krążyć tyle materiału, gdyż nie zgadza się to ze współczesnymi teoriami powstawania planet. Materiał ten powinien wejść w skład planet albo zostać wypchnięty w przestrzeń kosmiczną poprzez grawitacyjne oddziaływanie samych gwiazd.
Na tej podstawie astronomowie z Uniwersytetu Kalifornijskiego w Los Angeles doszli do wniosku, że po raz pierwszy w historii znaleźli ślady kolizji dwóch planet, która miała miejsce ok. 1000 lat temu, a ów materiał to pozostałość, która wytworzyła się po tej kolizji. Planety, które się zderzyły, dla obrazowego porównania, wielkościami przypominały znane z Układu Słonecznego Wenus i Ziemię.